# Зубовићи (Новаља)
Зубовићи су насељено место у саставу града Новаље, на острву Пагу у Личко-сењској жупанији, Република Хрватска.

## Историја
До територијалне реорганизације у Хрватској налазили су се у саставу старе општине Паг.

## Становништво
На попису становништва 2011. године, Зубовићи су имали 195 становника.

## Попис1991.
На попису становништва 1991. године, насељено место Зубовићи је имало 251 становника, следећег националног састава:
| Попис 1991.‍ | Попис 1991.‍ | Попис 1991.‍ | Попис 1991.‍ | Попис 1991.‍ |
| ----------- | ----------- | ----------- | ----------- | ----------- |
|             |             |             |             |             |
| Хрвати      | Хрвати      |             | 250         | 99,60%      |
| Словенци    | Словенци    |             | 1           | 0,39%       |
| укупно: 251 |             |             |             |             |